# ألبرت أنغيل
ألبرت أنغيل (بالنرويجية البوكمول: Albert Lorentzen Angell)‏ هو شخصية أعمال نرويجي، ولد في 4 نوفمبر 1660 في تروندهايم في النرويج، وتوفي في 13 سبتمبر 1705.